# Sterculia recordiana
Sterculia recordiana är en malvaväxtart som beskrevs av Standley. Sterculia recordiana ingår i släktet Sterculia och familjen malvaväxter. Inga underarter finns listade i Catalogue of Life.